# Hylesia lamis
Hylesia lamis är en fjärilsart som beskrevs av Pieter Cramer 1780. Hylesia lamis ingår i släktet Hylesia och familjen påfågelsspinnare. Inga underarter finns listade i Catalogue of Life.